# گرافندورف بای هارتبرگ
گرافندورف بای هارتبرگ (به آلمانی: Grafendorf bei Hartberg) یک منطقهٔ مسکونی در اتریش است که در هارتبرگ فورستنفلد واقع شده‌است. گرافندورف بای هارتبرگ ۲۵٫۱۰ کیلومتر مربع مساحت دارد ۳۸۳ متر بالاتر از سطح دریا واقع شده‌است.